# Eugen Voss
Eugen Berthold Voss (ur. 26 marca 1926 w Lucernie, zm. 4 lutego 2021) – szwajcarski duchowny ewangelicko-reformowany, działacz na rzecz praw człowieka, twórca i dyrektor Institut Glaube in der 2. Welt (G2W, Instytut Wiara w Drugim Świecie) oraz związanego z nim czasopisma «Glaube in der 2. Welt», doktor honoris causa Chrześcijańskiej Akademii Teologicznej w Warszawie.

## Życiorys
Miał korzenie szwajcarskie i rosyjskie. Studiował w Zurychu muzykę, filozofię i teologię Po studiach został wyświęcony na pastora Kościoła Reformowanego Kantonu Zurych w 1952 roku. Został pastorem parafii ewangelicko-reformowanej w Sankt Moritz w szwajcarskim kantonie Gryzonia.
W 1972 założył z mandatu Kościołów chrześcijańskich Szwajcarii w miejscowości Küsnacht «Institut Glaube in der 2. Welt», którego celem było raportowanie o sytuacji ludzi religijnych w krajach bloku wschodniego. Jednocześnie angażował się bezpośrednio w pomoc prześladowanym przez reżimy komunistyczne w tych państwach. Był dyrektorem tegoż instytutu do 1991.
19 maja 1994 Senat Chrześcijańskiej Akademii Teologicznej w Warszawie nadał mu tytuł doktora honoris causa. Jak stwierdził ówczesny rektor ChAT bp Wiktor Wysoczański pastor Eugen Voss uzyskał w Akademii doktorat honorowy „w dowód uznania jego zasług ekumenicznych i pokojowych. Ks. Eugeniusz Voss wiele uwagi poświęcił również osobom represjonowanym przez władze komunistyczne; występował w ich obronie, informował opinię publiczną o represjach, apelował o zwolnienie z więzień i obozów ludzi skazanych za przekonania religijne i polityczne”. W tym samym roku otrzymał węgierski Order Zasługi.